# Torrecilla de Valmadrid
Torrecilla de Valmadrid es un barrio rural de Zaragoza, y antiguo municipio de España. Está regido por una Junta Vecinal elegida democráticamente por los vecinos. Se sitúa al sureste de la ciudad de Zaragoza.

## Toponimia
Torrecilla forma parte de un conjunto de lugares con topónimos tradicionales en la cercanía de Valmadrid. Aparece registrado en idioma aragonés como La Torreciella en textos medievales como el Libro del Reparo del General de 1489-1491 pero ya en el fogaje de 1495 se escribía castellanizado como La Torrecilla. 
En su antiguo término municipal se mantuvieron sin embargo otros topónimos aragoneses como Pui Águila, que en la Documentación medieval de la Corte del Justicia de Ganaderos de Zaragoza figura como Pueyo del Águila:

El primer mullón al Burgo, traversando el Plano de Fuentes e va a la loma de [supra: entre] Val de Palazín, la Val Podrida adelant; de aquí al Pueyo del Águila e puya la loma a suso de aquí en vista del camino de Mediana et de allí abant al...

## Entorno natural
Torrecilla se asienta sobre terrenos yesíferos, geología propia de la cuenca media del valle del Ebro, en una zona de muy baja pluviometría, de clima mediterráneo y con un marcado carácter continentalizado, cuyo ecosistema se puede clasificar como estepario. Este ecosistema está protegido por la Directiva Hábitat, en un Lugar de importancia comunitaria llamado "Planas y estepas de la margen derecha del Ebro", junto con una extensa zona que abarca varios municipios. Otra figura de protección que contempla la normativa europea en este entorno es la de Zona de especial protección para las aves, siendo dos las catalogadas con esta designación, las denominadas "Estepas de Belchite - El Planerón - La Lomaza" y la de "Río Huerva y Las Planas", también compartidas con otros términos municipales, siendo reivindicadas dichas categorías como verdaderamente fomentadas y protegidas por colectivos ecologistas y vecinos. Dichas reivindicaciones comienzan a ser reconocidas y potenciadas por las administraciones municipales y autonómicas años después mediante el  Plan Especial de Protección de las Estepas del Sur de Zaragoza.
Por otra parte, encontramos junto al casco urbano del pueblo un espacio natural de carácter divulgativo conocido simplemente como La Balsa, que dota al visitante de un rápido conocimiento del entorno. Ésta era una de las pocas zonas de acceso al agua para la población y el ganado, debido a lo extremamente seco del terreno, aprovechando las barranqueras y las escorrentías de las vales adyacentes se realizaba su llenado natural con las lluvias torrenciales de otoño y primavera. Actualmente es asimismo un parque naturalizado en la propia naturaleza de la estepa utilizando únicamente las especies de su entorno, y respetando su diseño prácticamente original.
Dada además la cercanía a la ciudad de Zaragoza, pero ya en una zona con baja contaminación lumínica debido a la poca población de este entorno es un lugar predilecto para la observación astronómica, siendo lugar de reunión del Grupo Astronómico Silos, colectivo decano de la ciudad en esta actividad.

## Historia
Tras la reconquista de Zaragoza en diciembre de 1118, Alfonso el Batallador se ocupó de dominar la red de torres musulmanas que vigilaban los más importantes caminos de acceso a la ciudad.
La torre militar se levantaba en una zona que permitía vigilar las llanuras del sureste de Zaragoza. Estas tierras fueron entregadas a la iglesia zaragozana y la torre se mantendría aunque perdiendo su función estratégica. Es probable que fuera objeto de alguna reforma a lo largo del siglo XIII incluso la construcción o reconstrucción de la cerca.
El arcediano de Teruel, cargo de la catedral o Seo de San Salvador de Zaragoza, otorgó en 1217 Carta de población al lugar de «La Torrecilla o Torreziella in termino de Valmadriz», topónimo que claramente refleja el origen del lugar.
En marzo de 1245, el prepósito o pabostre de la Seo concederá a los pobladores del lugar todo el territorio que antiguamente se controlaba desde la torre. Perteneciente al señorío eclesiástico de los Priores de la Seo desde su reconquista, a finales del siglo XV pasó a manos de los Torrellas, que lo incorporaron a su Señorío. La familia consolidó la fortaleza como sede de su dominio. Actualmente solo se conservan las ruinas del Castillo de la Torreziella.
Hacia mediados del siglo XIX, el lugar tenía contabilizada una población de 91 habitantes. Aparece descrito en el decimoquinto volumen del Diccionario geográfico-estadístico-histórico de España y sus posesiones de Ultramar de Pascual Madoz de la siguiente manera:

TORRECILLA DE VALMADRID: l. con alc. p. dependiente del ayunt. de Zaragoza (4 horas), cab. de prov., part. jud., aud. terr., dioc. y capitanía general de Aragon. sit. en el estremo meridional del partido, á la izq. de la Val llamada de Valmadrid; le baten con frecuencia los vientos del N. y S.; su clima es frio y saludable. Tiene 34 casas; igl. parr. (Ntra. Sra. de la Asuncion) de entrada, servida por un cura de provision real ó del ordinario, segun el mes de la vacante; una ermita dedicada á San Marcos evangelista, sit. á 600 pasos del pueblo, y 2 cementerios, el uno contiguo á la igl., y el otro en la cima de un cabezo á 300 pasos de dist. Confina el térm. por N. con el acampo llamado de Pardo; E. con el de Castillo; S. Monte de Valmadrid, y O. Torrijas; su estension de N. á S. es de 1/2 leg., y una de E. á O.; en su radio comprende varios montes que crian pinos, coscojos, romeros y tomillos, encontrándose en una altura á 200 pasos del pueblo un cast. destruido. El terreno es secano de buena calidad. Los caminos conducen á Zaragoza, Valmadrid y Mediana en mal estado. El correo se recibe de la cap. por los particulares encargados. prod.: trigo, cebada, maiz, avena, garbanzos y judias; mantiene ganado lanar, y hay caza de conejos, liebres y perdices. ind.: la agrícola, 3 fáb. de salitre sencillo y 2 tiendas de abaceria. pobl.: 19 vec., 91 alm. cap. prod.: 240.000 rs. imp.: 31,200. contr.: 6,745.
(Madoz, 1849, p. 78)

## Demografía
| Gráfica de evolución demográfica de Torrecilla de Valmadrid entre 1842 y 1950 |
| |
| Población de derecho según los censos de población del INE Población de hecho según los censos de población del INEEntre el censo de 1960 y el anterior, este municipio desaparece porque se integra en el municipio 50297 (Zaragoza) |

Inicialmente fue un municipio independiente, hasta que fue anexado por la ciudad de Zaragoza en 1959, debido a su escasa población y por lo tanto con escasos medios. Sus vecinos con el antiguo ayuntamiento de Torrecilla de Valmadrid a la cabeza solicitaron la integración a Zaragoza, la cual les fue concedida.
| 165                       | 164 | 141 | 109 | 92 | 77 | 125 | 122 | 68 | 94 | 104 |
| (Fuente: INE [Consultar]) |     |     |     |    |    |     |     |    |    |     |

## Comunicaciones
Durante mucho tiempo el pueblo de Torrecilla estaba únicamente comunicado por caminos de carros o agrícolas, siendo estos medios prácticamente los únicos para llegar a la localidad hasta comienzos del siglo XX. Con la llegada de la revolución industrial al país la sociedad Minas y Ferrocarriles de Utrillas, que explotaba los lignitos de las Cuencas Mineras de Aragón, construyó una línea ferroviaria que quedó inaugurada el 29 de septiembre de 1904, prestando el doble servicio de transporte de mercancías y de pasajeros desde la localidad turolense de Utrillas hasta Zaragoza, teniendo una de sus once estaciones en Torrecilla de Valmadrid. A mediados de los años 40 se construyó la carretera que unió Zaragoza con Valmadrid y valiendo del tráfico de automóviles también a Torrecilla. En 1966 se clausuró la línea ferroviaria minera después de 62 años de funcionamiento.

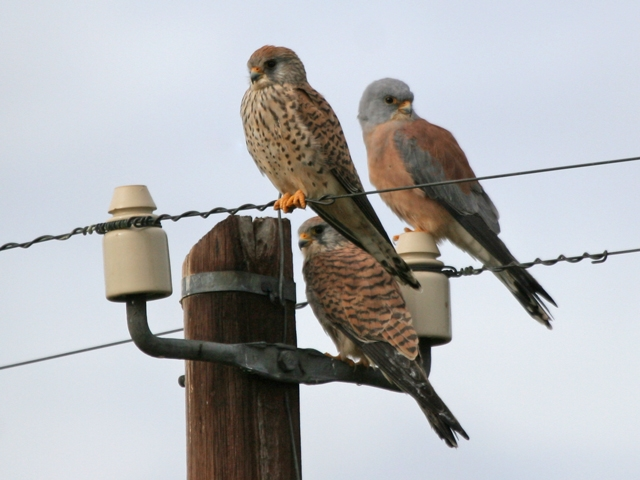
Cernícalo primilla (Falco naumanni), incluida en el Catálogo de Especies Amenazadas de Aragón, vive en este tipo hábitat y es una las aves esteparias que con suerte se puede observar en los montes de la localidad.

## Lugares de interés
- Iglesia de Nuestra Señora de la Asunción.[25]
- Viacrucis, restos del antiguo peirón de San Marcos.[26]
- Ruinas del Castillo de Torrecilla de Valmadrid.[27]
- Ermita de San Marcos.[28]
- Pozo de val de Catalán.[17]
- La Balsa.[17]
- Antigua estación del ferrocarril minero de Utrillas.[29]
- Barranco de Torrecilla.[30]
- Hornal u horno de yeso.[31]

## Tradiciones
Se puede encontrar en las inmediaciones de La Balsa un hornal u  horno de yeso, cuya actividad fue básica para la economía del pueblo. Esta labor la realizaban los yeseros o yesaires (en idioma aragonés), un oficio común antaño en mucho pueblos de Aragón, cuya aplicación del material obtenido se utiliza en otras artes y oficios como la yesería mudéjar, artesanía del medievo aragonés y castellano, la albañilería civil, o la fabricación de adobes para las casas de los vecinos.
El área del Barranco de Torrijos, entre Valmadrid y Torrecilla de Valmadrid era parte de una ruta trashumante que partía del Valle de Vió hacia zonas estiales. Eugenio Monesma filmó el viaje a través del barranco en su serie sobre oficios tradicionales en su capítulo de La Cabañera de Fanlo.

## Actividades deportivas
Es habitual la presencia de cazadores, principalmente de caza menor, haciendo uso de los cotos que se encuentran por los montes de la zona. Una práctica también común es el ciclismo ya sea de carretera o con BTT. Además de la observación de aves, flora y fauna endémica, cuya mejor percepción puede darse realizando senderismo por las vales y barrancos del lugar, ya que la zona cuenta con algún sendero balizado, como el CR-41 dentro de los Caminos Rurales de Zaragoza o el PR-Z 83.

## Torrecilla en el cine
En 1967 se utilizó la ya en desuso estación ferroviaria de Torrecilla de Valmadrid para el rodaje de la película del spaghetti western Los largos días de la venganza de Florestano Vancini, como se puede observar en alguna que otra escena.